# Ampulex sciophanes
Ampulex sciophanes är en  stekelart som först beskrevs av Nagy 1971.  Ampulex sciophanes ingår i släktet Ampulex och familjen Ampulicidae. Inga underarter finns listade i Catalogue of Life.